# Нейково (област Сливен)
 Тази статия е за котленското село.  За добруджанското вижте Нейково (Област Добрич).  
Нèйково е село в Югоизточна България, община Котел, област Сливен.

## География
Село Нейково се намира на около 15 km север-североизточно от областния център град Сливен и около 11 km югозападно от общинския център град Котел. Разположено е край Нейковска река (десен приток на Котленска река), в Котленска планина, южно от рида Разбойна. Климатът е умереноконтинентален; почвите в землището са преобладаващо лесивирани и кафяви планинско-горски почви. Надморската височина в селото при църквата е около 519 m и нараства до около 600 m към южния край и около 560 – 580 m – към северния край.
Минаващият през Нейково общински път води на изток през село Катунище до връзка северно от село Градец с второкласния републикански път II-48 и с отбивка преди Катунище на север към село Жеравна, а на запад води през село Раково към Сливен.
Землището на село Нейково граничи със землищата на: град Котел на север; село Жеравна на изток; село Ичера на юг; град Сливен на югозапад; село Раково на югозапад; село Кипилово на северозапад.
Населението на село Нейково, наброявало 1580 души при преброяването към 1934 г. и 1671 към 1946 г., намалява до 886 към 1985 г. и 198 (по служебен документ на НСИ от 2021.12.31) към 2021 г.
При преброяването на населението към 1 февруари 2011 г., от обща численост 347 лица, за 339 лица е посочена принадлежност към „българска“ етническа група, за 6 – към „ромска“, а за „турска“ етническа група и за „не се самоопределят“ не са посочени данните.

## История
В местността Осеница, която обхваща територията от около 2,5 km север-североизточно от центъра на Нейково до около 2 km на север по посока към Осенишки връх (1024 m), има няколко надгробни могили, следи от антично селище (намерени са каменни чукове, остриета за копия, монети), както и останки от няколко средновековни манастира.
Нейково е едно от селата от Сливенския революционен окръг, което е въстанало по време на Априлското въстание. През селото е минала четата на Стоил войвода, чието знаме е осветено в църквата „Света Троица“. Не много далече от селото на 10 май 1876 г. са убити главният апостол на Сливенския революционен окръг Иларион Драгостинов и военният инструктор на окръга Георги Обретенов.
След Руско-турската война (1877 – 1878 г.), по Берлинския договор от 1878 г. селото остава в Източна Румелия, присъединено е към България след Съединението 1885 г.

### Църква
Църквата в село Нейково е построена в 1863 г. от неизвестни майстори. Първи свещеник в църквата е бил Никола Генов от сливенското село Стара река. По запазени спомени за него, той е бил патриот и лично е подвел под клетва четниците от четата на Стоил войвода – 25 души, всички от село Нейково, за което е бил викан в Сливен и подложен на разпит и изтезания от сливенския каймакам. Иконите в храма са рисувани от зографа дядо Недко от село Жеравна по образеца на Византийската школа, с трайни бои. През 1947 г. при енорийския свещеник протойерей Ценко Дюлгеров църквата е основно ремонтирана и заздравена.

### Училище
Частно килийно училище в селото е имало в началото на 19 век; по-късно е построена едноетажна сграда към църквата. През 1878 г. е построена сграда и е открито начално училище. Споменава се наличие на летописна книга на училището в Нейково от периода 1864 – 1949 г.
Прогимназия е открита през 1921/1922 учебна година. Първоначално учебните занятия се водят в частни къщи, а през 1926 г. сграда, предназначена за община, се отстъпва за прогимназията. От учебната 1958/1959 г. учениците от прогимназията започват учебните занятия в сградата на началното училище; тогава двете училища се сливат в основно училище.
Основното училище „Св. Св. Кирил и Методий“ в Нейково е закрито през 2003 г. поради намалелия под нормативния минимум брой на учениците в селото.

### Читалище
Читалище „Изгрев“ е основано през март 1928 г. от 30 жители на селото, между които учители, служители, земеделци. С неговото създаване започва да се развива художествена самодейност: самодеен театър, танцов състав за народни танци, народен оркестър и други. За различните културно-просветни мероприятия е наемана частна къща. Закупуват се книги за библиотеката и започва раздаването им за четене сред жителите на селото. В края на 1947 г. библиотеката разполага с 620 тома художествена и научно-популярна литература, а към 2005 г. броят надминава 10000 тома. Към читалището се организират художествени колективи: хор, танцов състав, драматичен състав. По инициатива на читалището редовно се организират читателски конференции и обсъждания на художествени книги. От 1985 г. читалището се помещава в основно ремонтираната стара сграда на училището. От 1 ноември 1997 г. читалището е самостоятелно юридическо лице.

### Потребителна кооперация
Кооперацията е създадена през април 1939 г. под наименованието Всестранна кооперация „Бъдеще“. Създадена е от група селяни под ръководството на учителя от Котел Сава Донев със задача да подпомага селяните при закупуване на стоки, като за целта тя открива магазин. След 9 септември 1944 г. към кооперацията се открива горски отдел, който добива дърва за огрев и строителен материал. Освен това тя извършва и търговия на дребно, обществено хранене, изкупуване на селскостопански произведения, млекопреработване, билкосъбиране и други. Със собствени средства и заеми от държавата кооперацията обзавежда 5 магазина за промишлени и хранителни стоки, зеленчуци, 2 заведения за обществено хранене и хлебопекарна. От 1 март 1980 г. до 30 юни 1991 г. кооперацията е обединена към Районна потребителна кооперация „Георги Сава Раковски“ – Котел, а от 1 юли 1991 г. кооперацията е самостоятелна единица.
На 28 януари 1999 г. е регистрирана фирмата Потребителна кооперация „Бъдеще“ К.

## Население
Преброяване на населението през 2011 г.
Численост и дял на етническите групи според преброяването на населението през 2011 г.:
|                     | Численост | Дял (в %) |
| Общо                | 347       | 100,00    |
| Българи             | 339       | 97,69     |
| Турци               | 0         | 0,00      |
| Цигани              | 6         | 1,73      |
| Други               | 0         | 0,00      |
| Не се самоопределят | 0         | 0,00      |
| Неотговорили        | 2         | 0,58      |

## Обществени институции
Село Нейково към 2023 г. е център на кметство Нейково.
В село Нейково към 2023 г. има:
- действащо читалище „Изгрев – 1928 г.“;[16][17]
- православна църква „Света Троица“;[18]
- пощенска станция.[19]

## Културни и природни забележителности
В село Нейково се намира паметникът на хайдутина Дели Ради, който след като бива обезглавен от турците, прави няколко крачки без глава и пада и умира до един бук. Днес този бук се нарича Дели-Радевия бук. Тук се намира и църквата „Св. Троица“, в която е осветено знамето на Стоил войвода.